# Crema Volley 2012-2013
Questa voce raccoglie le informazioni riguardanti il Crema Volley nelle competizioni ufficiali della stagione 2012-2013.

## Stagione
La stagione 2012-13 è per il Crema Volley la prima in Serie A1, grazie alla vittoria dei play-off promozione nell'annata precedente in Serie A2; rispetto al passato campionato la squadra, sponsorizzata dal gruppo Icos, modifica notevolmente la formazione: tra le conferme la centrale Lauren Paolini e la palleggiatrice Cecilia Nicolini, mentre vengono acquistate giocatrici esperte come Tereza Matuszková, Riikka Lehtonen e Iuliana Nucu, oltre a giovani promettenti come Stefania Okaka e Laura Saccomani.
L'avvio in campionato è modesto, alternando vittorie con sconfitte: dopo una serie di due successi consecutivi il Crema Volley chiude il girone d'andata con quattro sconfitte di fila, posizionandosi al decimo posto in classifica, non qualificandosi per la Coppa Italia. Tuttavia, voci su un possibile fallimento societario si rincorrono già dal mese di novembre: queste vengono ufficializzate il 10 gennaio 2013 quando la società decide di ritirarsi dal campionato.

## Organigramma societario
Area direttiva
- Presidente: Claudio Cogorno
- Vice presidente: Fabio Riboli
- Consigliere: Pietro Agricoli, Marco Galantini, Massimo Dossena

Area organizzativa
- Team manager: Cesare Capetti

Area tecnica
- Allenatore: Leonardo Barbieri
- Allenatore in seconda: Camillo Dosi
- Scout man: Davide Tomasini

Area sanitaria
- Medico: Pietro Agricola
- Preparatore atletico: Fabio Parazzoli
- Ortopedico: Alberto Lameri
- Fisioterapista: Marco Zanelli

## Rosa
| N° | Nome              | Ruolo | Data di nascita   | Nazionalità sportiva |
| -- | ----------------- | ----- | ----------------- | -------------------- |
| 1  | Lauren Paolini    | C     | 22 agosto 1987    | Stati Uniti          |
| 2  | Iuliana Nucu      | C     | 4 ottobre 1980    | Romania              |
| 3  | Elena Portalupi   | L     | 16 giugno 1987    | Italia               |
| 4  | Cecilia Nicolini  | P     | 18 giugno 1994    | Italia               |
| 5  | Ludovica Dalia    | P     | 25 settembre 1984 | Italia               |
| 6  | Lorena Zuleta     | C     | 16 gennaio 1981   | Colombia             |
| 7  | Stefania Okaka    | S     | 9 agosto 1989     | Italia               |
| 8  | Tereza Matuszková | S/O   | 3 dicembre 1982   | Rep. Ceca            |
| 9  | Riikka Lehtonen   | S     | 24 luglio 1979    | Finlandia            |
| 10 | Laura Saccomani   | S     | 8 ottobre 1991    | Italia               |
| 11 | Diana Marc        | S     | 17 agosto 1979    | Italia               |
| 12 | Sara Paris        | L     | 19 luglio 1985    | Italia               |

## Mercato
| Acquisti | Acquisti          | Acquisti          | Acquisti   |
| R.       | Nome              | da                | Modalità   |
| -------- | ----------------- | ----------------- | ---------- |
| P        | Ludovica Dalia    | Parma             | definitivo |
| S        | Riikka Lehtonen   | River             | definitivo |
| S        | Diana Marc        | Verona            | definitivo |
| S/O      | Tereza Matuszková | GS Caltex Seoul   | definitivo |
| C        | Iuliana Nucu      | Bergamo           | definitivo |
| S        | Stefania Okaka    | inattivo          | definitivo |
| L        | Sara Paris        | Casalmaggiore     | definitivo |
| S        | Laura Saccomani   | Robursport Pesaro | definitivo |
| C        | Lorena Zuleta     | Antares           | definitivo |

| Cessioni | Cessioni           | Cessioni        | Cessioni   |
| R.       | Nome               | a               | Modalità   |
| -------- | ------------------ | --------------- | ---------- |
| S        | Laura Baggi        | Towers          | definitivo |
| S        | Claudia Cagninelli | ?               | definitivo |
| L        | Sara Carrara       | Valdarno        | definitivo |
| P        | Ludovica Dalia     | Cuatto Giaveno  | svincolata |
| C        | Francesca Devetag  | Bergamo         | definitivo |
| S/O      | Caterina Fanzini   | Potsdam         | definitivo |
| C        | Silvia Freni       | Piacentina      | definitivo |
| S        | Riikka Lehtonen    | Kangasala       | definitivo |
| S        | Diana Marc         | ?               | svincolata |
| S/O      | Tereza Matuszková  | Beşiktaş        | svincolata |
| P        | Cecilia Nicolini   | Verona          | svincolata |
| C        | Iuliana Nucu       | Dinamo Bucarest | svincolata |
| S        | Stefania Okaka     | ?               | svincolata |
| C        | Lauren Paolini     | İqtisadçı       | svincolata |
| L        | Sara Paris         | Villa Cortese   | svincolata |
| L        | Elena Portalupi    | Villanterio     | svincolata |
| P        | Giulia Rondon      | Villa Cortese   | definitivo |
| L        | Carla Rossetto     | Imoco           | definitivo |
| S        | Laura Saccomani    | Cuatto Giaveno  | definitivo |
| S        | Manuela Secolo     | River           | definitivo |
| S/O      | Elisa Togut        | Cuatto Giaveno  | definitivo |
| C        | Lorena Zuleta      | Jakarta Popsivo | svincolata |

## Risultati

### Serie A1

#### Girone di andata
| 1ª giornata - 21 ottobre 2012 PalaBanca, Piacenza        | River             | 3 - 0 | Crema               | 25-20, 28-26, 25-13               |
| 2ª giornata - 27 ottobre 2012 PalaBertoni, Crema         | Crema             | 3 - 0 | Robur Tiboni Urbino | 26-24, 25-22, 25-23               |
| 3ª giornata - 4 novembre 2012 PalaYamamay, Busto Arsizio | Busto Arsizio     | 3 - 0 | Crema               | 25-22, 25-22, 25-21               |
| 4ª giornata - 11 novembre 2012 PalaBertoni, Crema        | Crema             | 3 - 1 | Forlì Bologna       | 22-25, 25-15, 25-19, 25-20        |
| 5ª giornata - 18 novembre 2012 PalaRuffini, Torino       | Chieri Torino     | 3 - 0 | Crema               | 25-18, 25-14, 25-13               |
| 6ª giornata - 25 novembre 2012 PalaVerde, Villorba       | Imoco             | 2 - 3 | Crema               | 25-22, 21-25, 28-26, 23-25, 12-15 |
| 7ª giornata - 2 dicembre 2012 PalaBertoni, Crema         | Crema             | 3 - 2 | Cuatto Giaveno      | 25-16, 16-25, 25-27, 25-18, 15-6  |
| 8ª giornata - 9 dicembre 2012 PalaPanini, Modena         | Universal Modena  | 3 - 2 | Crema               | 24-26, 25-18, 18-25, 25-22, 15-6  |
| 9ª giornata - 16 dicembre 2012 PalaBertoni, Crema        | Crema             | 1 - 3 | Villa Cortese       | 17-25, 25-20, 26-28, 17-25        |
| 10ª giornata - 22 dicembre 2012 PalaBertoni, Crema       | Crema             | 0 - 3 | Bergamo             | 19-25, 22-25, 19-25               |
| 11ª giornata - 26 dicembre 2012 PalaCampanara, Pesaro    | Robursport Pesaro | 3 - 0 | Crema               | 25-21, 25-9, 25-17                |

## Statistiche

### Statistiche di squadra
| Competizione | Punti | In casa | In casa | In casa | In trasferta | In trasferta | In trasferta | Totale | Totale | Totale |
| Competizione | Punti | G       | V       | P       | G            | V            | P            | G      | V      | P      |
| ------------ | ----- | ------- | ------- | ------- | ------------ | ------------ | ------------ | ------ | ------ | ------ |
| Serie A1     | 11    | 5       | 3       | 2       | 6            | 5            | 1            | 11     | 4      | 7      |
| Totale       | -     | 5       | 3       | 2       | 6            | 5            | 1            | 11     | 4      | 7      |

G = partite giocate; V = partite vinte; P = partite perse